# Климе, Рольф Буркхард
Рольф Буркхард Климе (нем. Rolf Burckhardt Klieme; род. 1946) — немецкий культурный менеджер.
Окончил Берлинский свободный университет, где изучал германскую филологию и журналистику. В 1976 году защитил там же докторскую диссертацию «Исследования о взаимоотношениях общественного строя, нации и языка и их трактовка в языкознании ГДР» (нем. Untersuchungen zum Verhältnis von Gesellschaftsformation, Nation und Sprache und seine Behandlung in der Sprachwissenschaft der DDR). С 1977 года работал в Институте имени Гёте: был референтом отделения института в Мельбурне, возглавлял отделение в Гвадалахаре, в 1998—2006 гг. руководил отделением в Гёттингене.
В 2006—2009 гг. президент Ганноверской Высшей школы музыки и театра. Занимался организационными реформами, связанными, в частности, с переустройством преподавания в соответствии с Болонским процессом. Эта работа вызвала недовольство преподавательского состава, и за два месяца до истечения трёхлетнего мандата Климе сенат школы потребовал его отставки. Вследствие этого Климе объявил об уходе со своего поста по истечении срока полномочий.
В дальнейшем работал в Центре дополнительного образования Хильдесхаймского университета.